# Angelo Bruno
Pour les articles homonymes, voir Bruno.
Angelo Annaloro, connu sous le pseudonyme d'Angelo Bruno, surnommé The Gentle Don Bruno, né le 21 mai 1910 à Villalba, dans la province de Caltanissetta, en Sicile et mort le 21 mars 1980, est un mafieux italo-américain qui fut le parrain de la famille de Philadelphie de 1959 à 1980.
Angelo Bruno a obtenu son surnom et sa réputation en raison de sa préférence à la conciliation plutôt que la violence.

## Biographie

### Les premières années
Né à Villalba, en Sicile en 1910, Bruno émigre aux États-Unis à l'adolescence et s'installe à Philadelphie. Fils d'un épicier, Bruno était un proche collaborateur du parrain de la Famille Gambino, Carlo Gambino. En 1959, il succède à Joseph Ida comme parrain de la famille de Philadelphie. Après être devenu le boss de Philadelphie, Angelo abandonna son nom de naissance « Annaloro » pour le remplacer par le nom de jeune fille de sa grand-mère paternelle, « Bruno. »
Bruno, marié à Sue Maranca,  avait deux enfants. Bruno possédait une société de produits d'aluminium dans Hialeah, et une part dans l'hôtel Plaza à La Havane, à Cuba. La première arrestation de Bruno s'est produite en 1928 pour conduite dangereuse ; cette arrestation incluait des armes à feu, l'exploitation d'alcool, jeux d'argent illégaux, et recel.

### Parrain de la famille de Philadelphie
L'ascension d'Angelo Bruno à la tête de la Famille fut considérée comme une réussite car il a su éviter les médias et les procès contre les autres familles de la Mafia américaine. En effet, Bruno a évité de longues peines de prison, malgré plusieurs arrestations, sa plus longue peine était de deux ans pour avoir refusé de témoigner devant un grand jury. Angelo Bruno interdisait aux membres de sa famille le trafic de drogue, préférant se concentrer sur les activités traditionnelle comme le racket ou l'usure. Cette interdiction causera sa mort.
Malgré le fait qu'il interdisait à ses hommes de trafiquer de la drogue, Bruno, cependant, a permis aux membres d'autres gangs qui étaient dépendants de la Famille de Philadelphie de dealer de l'héroïne à Philadelphie contre une part du butin de la drogue. Cette affaire enrageait les membres de la Famille qui eux étaient exclus du trafic de stupéfiants et voulaient une part des bénéfices réalisés à partir du trafic de drogue des autres gangs. Bruno a également été critiqué pour ne pas laisser aux autres familles une part des bénéfices dans les hôtels casinos d'Atlantic City. Selon les règles de Cosa nostra, Atlantic City a été considérée comme faisant partie du domaine de la famille de Philadelphie et qu'aucune autre famille ne pourrait s'y déplacer sans l'autorisation de Bruno.

### Rébellion et mort
Depuis longtemps, plusieurs factions au sein de la famille ont commencé à conspirer pour trahir Angelo Bruno. Le 21 mars 1980, à l'âge de 69 ans, Angelo Bruno est tué par un coup de fusil à l'arrière de la tête alors qu'il était assis dans sa voiture. On croit que le meurtre a été ordonné par Antonio Caponigro (alias Tony Bananes), le Consigliere d'Angelo Bruno. Quelques semaines après que Bruno a été assassiné, Caponigro est retrouvé dans un sac dans le coffre d'une voiture à New York. Des factures de 300 $ étaient coincées dans sa bouche et son anus. Il a été allégué que la Commission ordonna d'assassiner Caponigro pour avoir fait assassiner un chef de famille sans l'autorisation de la Commission.
Après l'assassinat de Caponigro, Philip Testa fut à la tête de la famille pour une courte durée d'un an, mais fut tué par une bombe placée à son domicile. L'assassinat de Testa fut commandité par Peter Casella, l'underboss de Testa, pour devenir le patron de la famille de Philadelphie. Grâce à un aperçu perspicace, Nicodemo Scarfo, prit la tête de la famille Bruno qui est devenu la famille Bruno-Scarfo. Cependant, la mort de Bruno a marqué le déclin de la famille de Philadelphie en raison des informateurs, des querelles internes pour la succession à la tête de la famille.

## Dans la culture populaire
Chazz Palminteri l'incarne dans le film Legend  de Brian Helgeland sorti en 2015.
Harvey Keitel l'incarne dans le film The Irishman de Martin Scorsese sorti en 2019.